# Katarzyna Mokrzycka
Katarzyna Mokrzycka z d. Kozińska (ur. 1974) – polska dziennikarka ekonomiczna. 
Absolwentka Wydziału Dziennikarstwa i Nauk Politycznych Uniwersytetu Warszawskiego. W latach 1996–2006 była związana z dziennikiem gospodarczym „Puls Biznesu”. W 2006 zdobyła tytuł Dziennikarza roku, dla najlepszego publicysty zajmującego się rynkiem kolejowym. 
W maju 2006 przeszła do redakcji „Gazety Prawnej”, a od 2008 była zastępczynią szefa działu ekonomicznego tamże. Współtworzyła nowy codzienny dodatek biznesowy „Forsal”, który ukazywał się w gazecie od października 2008. W 2010 objęła stanowisko szefowej działu Biznes w tygodniku „Wprost”.
Od stycznia 2011 do maja 2019 była zastępczynią redaktora naczelnego portalu ekonomicznego Obserwatorfinansowy.pl. W czerwcu 2019 rozpoczęła pracę w portalu 300Gospodarka, gdzie została dyrektorką działu analitycznego 300Research.
W październiku 2021 opublikowała książkę pt. „Rozmowy w pandemii. Od wielkiej smuty do Polskiego Ładu”. 
Mężatka.